# Anna Sedokovová
Anna Volodymyrivna Sedokovová (ukrajinsky Анна Володимирівна Сєдоковa, 16. prosince 1982 Kyjev) je ukrajinská herečka, zpěvačka a televizní moderátorka. Známá je i pod uměleckým jménem Aňa (Аня), které používala při působení v kapela Nu Virgos (známé také jako VIA Gra).

## Osobní život

### Dětství
Anna Sedokovová se narodila 16. prosince 1982 v Kyjevě. Rodina se po jejím narození přestěhovala do ruského Tomsku. Její rodiče se rozvedli, když byla ještě malá. Už v dětství se u ní projevil zájem o tanec a hudbu, proto se rozhodla v sedmnácti letech nastoupit na Kyjevskou národní univerzitu kultury a umění. 

### Manželství
Na jaře 2004 se Sedokovová provdala za Valjansina Bjalkeviče, běloruského fotbalistu. V prosinci téhož roku se páru narodila dcera Alina. Pár se po dvou letech rozvedl kvůli nevěře ze strany Bjalkeviče.
Podruhé byla Sedokovová vdaná od února 2011 do února 2013, jejím manželem byl podnikatel Maxim Chernyavsky, kterému porodila dceru Moniku.
V květnu 2017 se objevily zprávy, že se Sedokovová zasnoubila s ruským obchodníkem Arťomem Komarovem, se kterým má syna Hektora. Ještě toho roku se ale pár rozešel.
V září 2020 se stal jejím třetím manželem Jānis Timma, lotyšský basketbalista. Jejich vztah byl dlouhodobě ve špatném stavu. Formálně se rozvedli v prosinci roku 2024. Timma byl po jejich rozvodu nalezen mrtev před svým domem v Moskvě. Úřady jeho smrt považují za sebevraždu.

### Současnost
Se svými třemi dětmi žije v Los Angeles.

## Kariéra

### Hudba
Veřejně vystupovat začala Sedokovová už během studií, přitáhla k sobě pozornost a už v osmnácti letech měla pověst hudebnice a hostovala v několika televizních show.
Pořádně se proslavila na začátku milénia, kdy se stala členkou dívčí pop skupiny Nu Virgos (v zemích Commonwealthu je skupina známá pod jménem VIA Gra). Přidala se v roce 2002, od začátku používala umělecký pseudonym Anya. Tehdejší složení kapely (Anna Sedokovová, Naďja Meiherová, Vera Brežněvová) bylo označováno za „zlatou sestavu.“ V roce 2004 ale Sedokovová z kapely odešla.

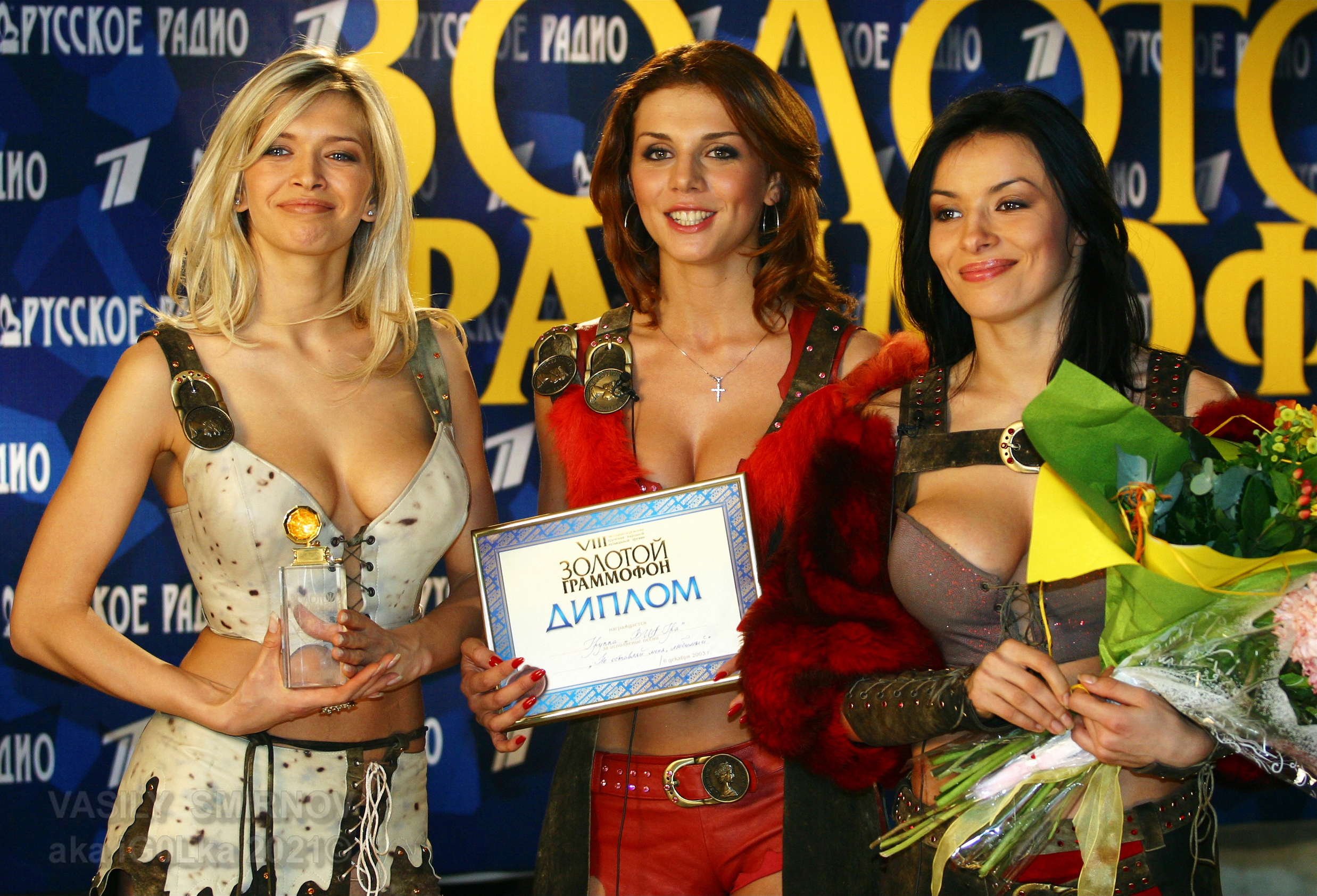
Členky skupiny Nu Virgos (VIA Gra)

Od roku 2006 se dala se na sólovou dráhu. Její první videoklip My Heart se dostal na vrchol hitparád a získal cenu diváků na hudebním festivalu 5 Star v Soči. I její další dva klipy The Very Best Girl a I Am Getting Used byly obrovským hitem v Rusku a na Ukrajině. Vydala řadu singlů, na její první album, Lichnoe, si ale fanoušci počkali až do roku 2016. To mělo velký komerční úspěch, stalo se druhým nejprodávanějším v Rusku v daném roce. 
V roce 2014 čelila Sedokovová na Ukrajině kritice potom, co přijala v Rusku hudební ocenění. V kontextu počínající ruské agrese na území Ukrajiny to mnoho Ukrajinců vnímalo jako zradu.

### Televize
Současně s budováním hudební kariéry se věnovala i vystupování před kamerou, stala se uznávanou moderátorkou a oblíbenou herečkou hojně se objevující v ruských a ukrajinských snímcích.   
Jejím prvním televizním projektem byla práce moderátorky zpráv pro hudební televizní kanál OTV. Ve věku 18 let pracovala ve třech televizních pořadech: NEWS BLOK, Fashionable Life a The Big Sunday News Digest.
V roce 2001 prošla úspěšně konkurzem a stala se moderátorkou populárního pořadu Probuzení. Ten se stal nejsledovanějším pořadem vysílaným na Channel one, největšího rusky mluvícího kanálu na světě.
Moderovala show King of the Ring.
Objevovala se i v klasických snímcích, například si zahrála v Popelce (2003), v Gogolovým dílem inspirovaném filmu Večery na tvrzi (2004), Tunguzském meteoritu (2007) a Síle přitažlivosti (2008). 
Když se v roce 2008 na Ukrajině poprvé konala televizní soutěž Superstar, nejdražší pořad v historii ukrajinské televize, Sedokovová ji moderovala.
V následujícím roce byla magazínem Elle prohlášena za nejlepší televizní moderátorkou v zemi.
Uspořádala živý koncert The New Songs About the Most Essential Thing, kterého se zúčastnilo 50 nejlepších interpretů země. 

### LGBT aktivismus
Sedokovová se vždy vyjadřovala o LGBT komunitě kladně, v roce 2013 kritizovala zákon o takzvané „gay propagandě“ přijatý ruskou Státní dumou. Uvedla tehdy, že autoři a zastánci tohoto zákona „nemají právo říkat někomu jinému, koho má milovat a co má dělat“.
Tři měsíce po své poslední svatbě, v prosinci 2020, se zpěvačka během online konference ukrajinského portálu tochka.net veřejně přihlásila k bisexualitě. Později při interview pro Novyi Kanal coming out potvrdila a popsala své sexuální zkušenosti s jinými ženami jako „úžasné“.